# I liga 2002-2003
La I liga 2002-2003 fu la 77ª edizione della massima serie del campionato polacco di calcio, la 69ª edizione nel formato di campionato. La stagione iniziò il 2 agosto 2002 e si concluse il 3 giugno 2003. Il Wisła Cracovia vinse il campionato per l'ottava volta nella sua storia. Capocannoniere del torneo fu Stanko Svitlica, attaccante del Legia Varsavia, con 24 reti realizzate.

## Stagione

### Novità
Dalla I liga 2001-2002 vennero retrocessi in II liga il Radomsko, sconfitto negli spareggi promozione/retrocessione, lo Śląsk Breslavia e lo Stomil Olsztyn; mentre vennero promossi dalla II liga 2001-2002 il Lech Poznań, il Wisła Płock e il Szczakowianka Jaworzno, quest'ultimo vincitore degli spareggi promozione/retrocessione.
Prima dell'inizio della stagione l'Orlen Płock ha cambiato denominazione nel tradizionale Wisła Płock. Nel corso della stagione il GKS Katowice ha assunto la denominazione Dospel Katowice per ragioni di sponsorizzazione.

### Formula
La formula del torneo tornò alla singola fase con le sedici squadre partecipanti che si affrontavano in un girone all'italiana con partite di andata e ritorno, per un totale di 30 giornate. La squadra prima classificata era campione di Polonia e si qualificava per il secondo turno preliminare della UEFA Champions League 2003-2004. Le squadre classificatesi al secondo e terzo posto si qualificavano per il turno preliminare della Coppa UEFA 2003-2004, assieme alla vincitrice della Coppa di Polonia, ammessa anch'essa al turno preliminare. Ulteriori due posti venivano assegnati per la partecipazione alla Coppa Intertoto 2003. Le ultime tre classificate venivano retrocesse direttamente in II liga, mentre la quartultima e la quintultima disputavano spareggi promozione/retrocessione contro seconda e terza classificate in II liga.

## Squadre partecipanti
| Club                         | Città                   | Stagione precedente |
| ---------------------------- | ----------------------- | ------------------- |
| Amica Wronki                 | Wronki                  | 3º posto in I liga  |
| Dyskobolia                   | Grodzisk Wielkopolski   | 12º posto in I liga |
| GKS Katowice                 | Katowice                | 6º posto in I liga  |
| Górnik Zabrze                | Zabrze                  | 9º posto in I liga  |
| Lech Poznań                  | Poznań                  | 1º posto in II liga |
| Legia Varsavia               | Varsavia                | Campione di Polonia |
| Odra                         | Wodzisław Śląski        | 5º posto in I liga  |
| KSZO Ostrowiec Świętokrzyski | Ostrowiec Świętokrzyski | 13º posto in I liga |
| Pogoń Stettino               | Stettino                | 8º posto in I liga  |
| Polonia Varsavia             | Varsavia                | 4º posto in I liga  |
| Ruch Chorzów                 | Chorzów                 | 7º posto in I liga  |
| Szczakowianka Jaworzno       | Jaworzno                | 3º posto in II liga |
| Widzew Łódź                  | Łódź                    | 10º posto in I liga |
| Wisła Cracovia               | Cracovia                | 2º posto in I liga  |
| Wisła Płock                  | Płock                   | 2º posto in II liga |
| Zagłębie Lubin               | Lubin                   | 11º posto in I liga |

## Classifica finale
|  | Pos. | Squadra                      | Pt | G  | V  | N  | P  | GF | GS | DR  |
|  | ---- | ---------------------------- | -- | -- | -- | -- | -- | -- | -- | --- |
|  | 1.   | Wisła Cracovia               | 68 | 30 | 21 | 5  | 4  | 75 | 28 | +47 |
|  | 2.   | Dyskobolia                   | 62 | 30 | 18 | 8  | 4  | 56 | 26 | +30 |
|  | 3.   | GKS Katowice                 | 61 | 30 | 19 | 4  | 7  | 39 | 21 | +18 |
|  | 4.   | Legia Varsavia               | 60 | 30 | 17 | 9  | 4  | 61 | 29 | +32 |
|  | 5.   | Odra                         | 56 | 30 | 17 | 5  | 8  | 55 | 42 | +13 |
|  | 6.   | Amica Wronki                 | 43 | 30 | 11 | 10 | 9  | 43 | 34 | +9  |
|  | 7.   | Górnik Zabrze                | 41 | 30 | 10 | 11 | 9  | 46 | 32 | +14 |
|  | 8.   | Polonia Varsavia             | 41 | 30 | 11 | 8  | 11 | 37 | 45 | -8  |
|  | 9.   | Widzew Łódź                  | 37 | 30 | 10 | 7  | 13 | 29 | 39 | -10 |
|  | 10.  | Wisła Płock                  | 37 | 30 | 10 | 7  | 13 | 29 | 38 | -9  |
|  | 11.  | Lech Poznań                  | 35 | 30 | 8  | 11 | 11 | 41 | 38 | +3  |
|  | 12.  | Zagłębie Lubin               | 32 | 30 | 8  | 8  | 14 | 34 | 44 | -10 |
|  | 13.  | Szczakowianka Jaworzno       | 32 | 30 | 8  | 8  | 14 | 40 | 54 | -14 |
|  | 14.  | Ruch Chorzów                 | 32 | 30 | 7  | 11 | 12 | 29 | 39 | -10 |
|  | 15.  | KSZO Ostrowiec Świętokrzyski | 15 | 30 | 4  | 3  | 23 | 21 | 63 | -42 |
|  | 16.  | Pogoń Stettino               | 9  | 30 | 2  | 3  | 25 | 14 | 77 | -63 |

Legenda:
      Campione di Polonia e ammessa alla UEFA Champions League 2003-2004.
      Ammessa alla Coppa UEFA 2003-2004.
      Ammessa alla Coppa Intertoto 2003.
 Ammessa allo spareggio promozione/retrocessione.
      Retrocessa in II liga 2003-2004.
Note:
Tre punti a vittoria, uno a pareggio, zero a sconfitta.

## Risultati
|                              | WiC  | Dys  | GKS  | Leg  | Odr  | Ami  | GóZ  | Pol  | Wid  | WiP  | LcP  | ZaL  | SzJ  | RuC  | Ost  | Pog  |
| ---------------------------- | ---- | ---- | ---- | ---- | ---- | ---- | ---- | ---- | ---- | ---- | ---- | ---- | ---- | ---- | ---- | ---- |
| Wisła Cracovia               | –––– | 1-1  | 2-0  | 2-1  | 4-0  | 1-1  | 4-0  | 3-0  | 1-0  | 4-0  | 3-2  | 4-1  | 2-2  | 5-2  | 4-1  | 3-0  |
| Dyskobolia                   | 2-0  | –––– | 0-2  | 3-3  | 3-0  | 1-2  | 2-2  | 2-0  | 1-1  | 1-0  | 4-1  | 4-0  | 5-0  | 1-1  | 1-0  | 2-0  |
| GKS Katowice                 | 1-0  | 0-1  | –––– | 1-2  | 2-1  | 1-1  | 2-0  | 2-1  | 1-0  | 2-0  | 1-0  | 1-0  | 4-0  | 1-0  | 2-1  | 2-0  |
| Legia Varsavia               | 3-2  | 0-2  | 3-0  | –––– | 0-0  | 4-3  | 0-0  | 4-1  | 2-0  | 3-0  | 2-0  | 3-1  | 2-1  | 3-3  | 6-0  | 0-0  |
| Odra                         | 3-2  | 3-1  | 0-3  | 2-1  | –––– | 0-3  | 1-3  | 2-2  | 5-1  | 2-0  | 2-1  | 3-0  | 4-0  | 1-1  | 2-1  | 3-1  |
| Amica Wronki                 | 1-1  | 0-1  | 0-1  | 1-1  | 0-2  | –––– | 2-1  | 1-3  | 1-0  | 2-2  | 2-1  | 2-2  | 1-2  | 2-1  | 5-1  | 2-0  |
| Górnik Zabrze                | 1-2  | 0-0  | 1-3  | 2-3  | 4-0  | 1-0  | –––– | 0-0  | 4-0  | 1-2  | 0-0  | 3-2  | 3-0  | 0-0  | 2-0  | 9-0  |
| Polonia Varsavia             | 0-4  | 1-1  | 1-1  | 0-1  | 2-2  | 2-0  | 1-1  | –––– | 1-0  | 3-1  | 0-0  | 2-1  | 2-1  | 2-1  | 2-1  | 2-1  |
| Widzew Łódź                  | 2-4  | 0-2  | 2-0  | 1-3  | 0-0  | 1-1  | 1-0  | 3-2  | –––– | 1-0  | 2-2  | 2-0  | 1-0  | 2-0  | 2-1  | 1-1  |
| Wisła Płock                  | 0-3  | 1-0  | 1-1  | 0-2  | 0-1  | 0-1  | 0-0  | 0-1  | 3-2  | –––– | 0-0  | 2-0  | 2-1  | 2-0  | 2-0  | 2-1  |
| Lech Poznań                  | 2-4  | 2-3  | 0-1  | 0-0  | 2-3  | 0-0  | 3-1  | 4-1  | 2-1  | 2-2  | –––– | 0-0  | 2-2  | 0-0  | 2-0  | 6-0  |
| Zagłębie Lubin               | 1-4  | 1-2  | 2-0  | 1-3  | 0-1  | 1-1  | 1-1  | 3-1  | 0-0  | 1-1  | 1-1  | –––– | 0-0  | 2-1  | 2-0  | 5-0  |
| Szczakowianka Jaworzno       | 1-1  | 2-4  | 0-1  | 1-1  | 2-3  | 2-2  | 1-1  | 3-1  | 1-0  | 2-0  | 1-2  | 1-2  | –––– | 6-2  | 3-1  | 2-1  |
| Ruch Chorzów                 | 0-3  | 1-1  | 2-0  | 1-0  | 0-1  | 1-0  | 0-0  | 0-0  | 1-2  | 0-0  | 1-0  | 0-3  | 1-1  | –––– | 1-1  | 3-0  |
| KSZO Ostrowiec Świętokrzyski | 0-1  | 1-3  | 0-3  | 1-1  | 2-1  | 0-2  | 1-2  | 2-1  | 0-0  | 0-2  | 1-3  | 1-0  | 3-1  | 0-2  | –––– | 0-1  |
| Pogoń Stettino               | 0-1  | 1-2  | 0-0  | 0-4  | 1-7  | 0-4  | 1-3  | 0-2  | 0-1  | 1-4  | 0-1  | 0-1  | 0-1  | 0-3  | 4-1  | –––– |

## Spareggi promozione/retrocessione
|                        | Risultati |                        | Luogo e data                         |
| ---------------------- | --------- | ---------------------- | ------------------------------------ |
| Świt NDM               | 1 - 0     | Szczakowianka Jaworzno | Nowy Dwór Mazowiecki, 14 giugno 2003 |
| Szczakowianka Jaworzno | 0 - 3     | Świt NDM               | Jaworzno, 22 giugno 2003             |
|                        |           |                        |                                      |
| Górnik Łęczna          | 1 - 0     | Zagłębie Lubin         | Łęczna, 15 giugno 2003               |
| Zagłębie Lubin         | 1 - 2     | Górnik Łęczna          | Lubin, 26 giugno 2003                |
|                        |           |                        |                                      |

## Statistiche

### Classifica marcatori
Fonte: 90minut.pl
| Gol |  |  | Giocatore            | Squadra                            |
| --- |  |  | -------------------- | ---------------------------------- |
| 24  |  |  | Stanko Svitlica      | Legia Varsavia                     |
| 22  |  |  | Maciej Żurawski      | Wisła Cracovia                     |
| 21  |  |  | Marcin Kuźba         | Wisła Cracovia                     |
| 21  |  |  | Andrzej Niedzielan   | Górnik Zabrze (15), Dyskobolia (6) |
| 14  |  |  | Jacek Ziarkowski     | Odra                               |
| 13  |  |  | Michał Chałbiński    | Odra                               |
| 12  |  |  | Tomasz Dawidowski    | Amica Wronki                       |
| 12  |  |  | Krzysztof Gajtkowski | GKS Katowice (5), Lech Poznań (7)  |